# إليزابيث كوش
إليزابيث كوش (بالإنجليزية: Elizabeth Koch)‏ هي ناشرة أمريكية، ولدت في 1976 في ويتشيتا في الولايات المتحدة.